# Monument la mormântul comun al ostașilor căzuți în 1940 (Sucleia)
Monumentul la mormântul comun al ostașilor căzuți în 1940 este un monument amplasat în Sucleia, Unitățile Administrativ-Teritoriale din Stînga Nistrului, Republica Moldova. Este un monument istoric de importanță națională inclus în Registrul monumentelor Republicii Moldova ocrotite de stat cu nr. 1338 (raionul Slobozia).